# Wspólnota administracyjna Lindenberg/Eichsfeld
Wspólnota administracyjna Lindenberg/Eichsfeld (niem. Verwaltungsgemeinschaft Lindenberg/Eichsfeld) – wspólnota administracyjna w Niemczech, w kraju związkowym Turyngia, w powiecie Eichsfeld. Siedziba wspólnoty znajduje się w miejscowości Teistungen.
Wspólnota administracyjna zrzesza siedem gmin wiejskich:
1. Berlingerode
2. Brehme
3. Ecklingerode
4. Ferna
5. Tastungen
6. Teistungen
7. Wehnde

6 lipca 2018 ze wspólnoty administracyjnej występuje gmina Hundeshagen, która została przyłączona do miasta Leinefelde-Worbis.